# Phần Tây
Phần Tây (chữ Hán giản thể: 汾西县, âm Hán Việt: Phần Tây huyện) là một huyện thuộc địa cấp thị Lâm Phần, tỉnh Sơn Tây, Cộng hòa Nhân dân Trung Hoa. Huyện Phần Tây có diện tích 875 km², dân số năm 2002 là 130.000 người. Huyện Phần Tây có 5 trấn và 9 hương. 
- Trấn: Thành Quan, Đối Trúc, Tăng Niệm, Hòa Bình, Tựu Xuân.
- Hương: Yếu Gia Lĩnh, Gia Lâu, Hình Gia Yếu, Đoàn Bách, Tha Chi Hương, Điền Bình, Khang Hòa, Tang Nguyên, Ma Cô Đầu.